# مانوئل ژوزه
مانوئل ژوزه ده ژزوس سیلوا (به پرتغالی: Manuel José de Jesus Silva) (زاده ۹ آوریل ۱۹۴۶ در ویلا رئال دسانتو آنتونیو) معروف به مانوئل ژوزه، بازیکن سابق و مربی فوتبال اهل پرتغال است.

## زندگی ورزشی
وی سابقه بازی در چند باشگاه پرتغالی همچون بنفیکا و همچنین سابقه مربی‌گری در باشگاه‌هایی مانند اسپورتینگ پرتغال، براگا، بنفیکا، تیم ملی فوتبال آنگولا، الاهلی مصر و الاتحاد عربستان سعودی را در کارنامه دارد.
مانوئل ژوزه در سال ۲۰۱۲ به باشگاه فوتبال پرسپولیس تهران پیوست. وی پس از کسب نتایج ضعیف برای این تیم، آذر سال ۱۳۹۱ از سوی کمیته فنی تیم پرسپولیس برکنار شد و یحیی گل‌محمدی سکاندار این تیم شد.

## افتخارات

### بازیکن
بنفیکا
- لیگ برتر فوتبال پرتغال
  - قهرمان (۱): ۶۹–۱۹۶۸

### مربی
اسپینو
- لیگ دسته سوم فوتبال پرتغال
  - قهرمان (۱): ۷۹–۱۹۷۸

بوآویستا
- جام حذفی فوتبال پرتغال
  - قهرمان (۱): ۹۲–۱۹۹۱
  - نایب قهرمان (۱): ۹۳–۱۹۹۲
- سوپر جام فوتبال پرتغال
  - قهرمان (۱): ۱۹۹۲

الاهلی مصر
- جام باشگاه‌های جهان
  -  مقام سوم (۱): ۲۰۰۶
- لیگ قهرمانان آفریقا
  - قهرمان (۴): ۲۰۰۱، ۲۰۰۵، ۲۰۰۶، ۲۰۰۸
  - نایب قهرمان (۱): ۲۰۰۷
- سوپر جام آفریقا
  - قهرمان (۴): ۲۰۰۲، ۲۰۰۶، ۲۰۰۷، ۲۰۰۹
- لیگ برتر فوتبال مصر
  - قهرمان (۶): ۰۵–۲۰۰۴، ۰۶–۲۰۰۵، ۰۷–۲۰۰۶، ۰۸–۲۰۰۷، ۰۹–۲۰۰۸، ۱۱–۲۰۱۰
  - نایب قهرمان (۲): ۰۲–۲۰۰۱، ۰۴–۲۰۰۳
- جام حذفی فوتبال مصر
  - قهرمان (۲): ۰۶–۲۰۰۵، ۰۷–۲۰۰۶
  - نایب قهرمان (۱): ۰۴–۲۰۰۳
- سوپر جام فوتبال مصر
  - قهرمان (۴): ۲۰۰۵، ۲۰۰۶، ۲۰۰۷، ۲۰۰۸

### شخصی
- بهترین مربی فوتبال کشور پرتغال: ۲۰۰۹[۶]
- بهترین مربی سال آفریقا: ۲۰۰۶

### جوایز ویژه
- دریافت مدال افتخار ورزش از رئیس جمهور مصر حسنی مبارک
- دریافت مدال لیاقت از رئیس جمهور پرتغال آنیبال کاواکو سیلوا

## پیونده به بیرون
- FIFA.com :Coach calls for calmness بایگانی‌شده  در ۲۷ ژانویه ۲۰۰۷ توسط Wayback Machine